# Lawrence Visser
Lawrence Visser (18 december 1989) is een Belgisch voetbalscheidsrechter. Hij maakte op 24-jarige leeftijd zijn debuut in de Jupiler Pro League.

## Loopbaan
Visser groeide op in Merksplas. Hij startte zijn carrière in 2005 en maakte gestaag de stap richting de hoogste klasse van het Belgische voetbal.
Op 16 augustus 2014 maakte hij zijn debuut in eerste nationale met de wedstrijd KV Oostende-KV Mechelen. Hierdoor werd hij de jongste scheidsrechter ooit in eerste nationale. De wedstrijd eindigde op 2-0 en Visser trok vier gele kaarten.
Visser heeft ook een record achter zijn naam staan: op zondag 30 oktober 2016 sloot hij Beveren-speler Ibrahima Seck terecht uit na 22 seconden, toen die Anderlecht-spits Teodorczyk neertrok net buiten de backlijn en zo een open doelkans voorkwam. Ook Anderlecht-speler Badji mocht vroegtijdig gaan genieten van een warme douche. Het is tot heden de snelste rode kaart in de Jupiler Pro League sinds men in 2000 is begonnen met het bijhouden van statistieken.
Vanaf juni 2017 kreeg Visser een semiprofcontract bij de KBVB. Visser floot zijn eerste interlandwedstrijd op 8 september 2020 in Luxemburg. Dit was een Nations Leaguewedstrijd tussen Luxemburg en Montenegro, waarbij hij zeven gele kaarten trok, waarvan twee voor de Luxemburger Christopher Martins. Op 28 september 2021 maakte Visser zijn debuut in de UEFA Champions League waar bij de wedstrijd tussen Real Madrid en Sheriff Tiraspol floot.

## Interlands
| Datum            | Plaats                  | Wedstrijd              | Uitslag | Competitie           | Kreeg geel | Kreeg voor de tweede keer geel en dus rood | Weggestuurd |
| ---------------- | ----------------------- | ---------------------- | ------- | -------------------- | ---------- | ------------------------------------------ | ----------- |
| 8 september 2020 | Luxemburg, Luxemburg    | Luxemburg – Montenegro | 0 – 1   | Nations League       | 6          | 1                                          | 0           |
| 18 november 2020 | Dublin, Ierland         | Ierland – Bulgarije    | 0 – 0   | Nations League       | 4          | 0                                          | 0           |
| 2 juni 2021      | Middlesbrough, Engeland | Engeland – Oostenrijk  | 1 – 0   | Vriendschappelijk    | 5          | 0                                          | 0           |
| 4 september 2021 | Glasgow, Schotland      | Schotland – Moldavië   | 1 – 0   | WK 2022 kwalificatie | 1          | 0                                          | 0           |
| 13 november 2021 | Oslo, Noorwegen         | Noorwegen – Letland    | 0 – 0   | WK 2022 kwalificatie | 4          | 0                                          | 0           |
| 26 maart 2022    | Amsterdam, Nederland    | Nederland – Denemarken | 4 – 2   | Vriendschappelijk    | 1          | 0                                          | 0           |
| 9 juni 2022      | Solna, Sweden           | Zweden – Servië        | 0 – 1   | Nations League       | 6          | 0                                          | 0           |